# Сокальский, Иван Петрович
Иван Петрович Сокальский (1829 или 1830 — 1896) — российский учёный-экономист, публицист.

## Биография
Родился, по разным сведениям, в 1829 или 1830 году. Отец,  Пётр Иванович Сокальский, преподавал в Харьковском университете. После Ивана в семье родились другие дети: Николай, Пётр, Ольга, Александр, Екатерина, Мария.
По окончании в 1849 году 1-го отделения (историко-филологическое) философского факультета Харьковского университета со званием кандидата (за сочинение «О трагедии Тесписа») был назначен адъюнктом Ришельевского лицея по кафедре политической экономии и коммерции. С 1851 по 1858 года занимал в лицее профессорскую должность. В 1852 (или 1853) году защитил диссертацию на степень магистра политической экономии и статистики: «О значении совместничества в области промышленности». Вместе с братом Николаем Петровичем в 1855—1857 годах участвовал в издании Одесского вестника, помещал публицистические статьи под псевдонимом Д. Днестровский, который использовал и в дальнейшем в различных изданиях южной России.
В 1858 году перешёл в Харьковский университет профессором по кафедре политической экономии и статистики. Стал читать в университете курс истории экономических наук, о блестящем изложении которого позже вспоминал М. М. Ковалевский («Русская Мысль», 1895 г., «Воспоминания о Харьковском университете»). С 1862 года был в трёхлетней заграничной командировке, знакомясь с самыми разнообразными сторонами хозяйственной жизни: посещал школы, учёные общества, горные заводы, рудники, фабрики, кредитные учреждения и в особенности широко и обстоятельно изучал кооперативные учреждения в теории и на практике; в Германии и Австрии посещал университетские лекции, посетил также Англию, Ирландию, Голландию, Бельгию, Францию, Швейцарию и Италию. По возвращении в Харьков Сокальский принимал деятельное участие в общественной жизни, был помощником председателя Харьковского губернского статистического комитета и руководил переписью в 1866, 1873 и 1879 гг.; содействовал изучению и описанию кустарных промыслов Харьковской губернии. В 1867 году посетил Парижскую всемирную выставку. В 1872 году защитил в киевском университете докторскую диссертацию: «Англосаксонская сельская община».
Сокальский был в Харькове одним из наиболее выдающихся представителей просветительной эпохи шестидесятых годов; в 1882—1885 годах редактировал ежемесячный журнал «Статистический листок». В последнее десятилетие жизни преподавал статистику, читая также по поручению факультета торговое право на соответствующей вакантной кафедре. Последней его работой было сочинение «Реформа на очереди», написанное для актовой речи, в котором он выступил сторонником биметаллизма в денежном обращении.
Умер 1 (13) мая 1896 года в Харькове.

## Семья
Сын — Владимир Иванович Сокальский (1863—1919).